# Lista de prefeitos de Macaúbas
Esta é uma lista de prefeitos e vice-prefeitos do município brasileiro de Macaúbas, situado no estado da Bahia.
O cargo de prefeito no Brasil, foi criado em 11 de abril de 1835, pela assembleia provincial paulista, em reação aos amplos poderes conferidos pelo Código de Processo Criminal de 1832 às câmaras municipais. Seguiram o exemplo paulista seis províncias do nordeste brasileiro (Alagoas, Ceará, Maranhão, Paraíba, Pernambuco e Sergipe).
Sob a vigente ordem constitucional, essa designação é dada ao funcionário público do Poder Executivo municipal, que exerce seu cargo em função de uma legislatura (mandato), sendo para tanto eleito a cada quatro anos, podendo ser reeleito por mais 4 anos (segundo mandato).
Funções
O poder executivo municipal chefia a administração e comanda os serviços públicos, tendo como comandante o prefeito.
A partir da constituição brasileira de 1934, o cargo de prefeito passou a ser o único, em todo o Brasil, ao qual estão atribuídas as funções de chefe do poder executivo do governo local, em simetria aos chefes dos executivos da União e do estado, portanto, em forma monocrática. Este texto quer dizer que deverá haver harmonia e integração de ação entre as esferas envolvidas sem a intervenção de uma na outra, exceto nos casos previstos na Constituição Federal.
Eleições
O prefeito é eleito por sufrágio universal, secreto, direto, em pleito simultâneo em todo o País, realizado a cada quatro anos, no primeiro domingo de outubro.
E trinta dias após tem lugar o segundo turno, se o eleito em primeiro lugar não atingir 50% dos votos válidos mais um voto, no caso de municípios com mais de duzentos mil eleitores.
Conforme a legislação eleitoral atual no Brasil para tornar-se elegível, exige-se uma série de requisitos;
- Possuir nacionalidade brasileira ou portuguesa (neste caso, o cidadão português deve se encontrar amparado pelo Estatuto de Igualdade entre Portugueses e Brasileiros),
- Título de eleitor em dia e estar em gozo pleno do exercício dos direitos políticos,
- Domicilio eleitoral na circunscrição na qual o candidato se apresenta,
- Filiação partidária,
- Ser alfabetizado (tópico invalidado pela atual constituição brasileira de 1988),
- Desincompatibilização de cargo público — Se ocupa um cargo público deve sair seis meses antes das eleições e voltar caso possa só após seis meses ao pleito eleitoral,
- Renúncia de outro mandado até seis meses antes do pleito e não ser parente afim ou consangüíneo, até segundo grau, ou cônjuge de titular de cargo eletivo; pode, entretanto, ser candidato à reeleição (artigo 14 da Constituição),
- Ter idade mínima de 21 anos.

## Antecedentes
Logo após a Proclamação da República, o primeiro governo baiano republicano nomeia o Cônego Firmino Soares, então vigário da Paróquia de Nossa Senhora da Conceição de Macaúbas, como o primeiro intendente da vila de Macaúbas.
No início da década de 1920, assume o poder de Macaúbas o Coronel Francisco Borges de Figueiredo Filho, mais conhecido como "Francisquinho Borges", governando o município até a segunda metade da década de 1940.

## Relação de prefeitos desde 1948
Em negrito, como os prefeitos são mais conhecidos.
| Nome                                      | Início de Mandato      | Término de mandato     | Vice-prefeito               |
| ----------------------------------------- | ---------------------- | ---------------------- | --------------------------- |
| Manoel Messias de Figueiredo              | 10 de março de 1948    | 30 de janeiro de 1951  |                             |
| Avelino Ayres do Rego                     | 31 de janeiro de 1951  | 6 de abril de 1955     |                             |
| Manoel Messias de Figueiredo              | 7 de abril de 1955     | 6 de abril de 1959     |                             |
| Amélio Costa, "Melinho"                   | 7 de abril de 1959     | 6 de abril de 1963     |                             |
| Gilberto Leão Pinto                       | 7 de abril de 1963     | 6 de abril de 1967     |                             |
| Amélio Costa, "Melinho"                   | 7 de abril de 1967     | 31 de janeiro de 1971  |                             |
| Sebastião Nunes, "Tião"                   | 1 de fevereiro de 1971 | 31 de janeiro de 1973  |                             |
| Haroldo Luiz Cardoso Gumes                | 1 de fevereiro de 1973 | 31 de janeiro de 1977  |                             |
| Sebastião Nunes, "Tião"                   | 1 de fevereiro de 1977 | 31 de janeiro de 1983  | Francisco José Pererira     |
| João de Oliveira Figueiredo, "João Sales" | 1 de fevereiro de 1983 | 31 de dezembro de 1988 | José João Pereira           |
| Sebastião Nunes, "Tião"                   | 1 de janeiro de 1989   | 31 de dezembro de 1992 | Orlando Domingues Neves     |
| João de Oliveira Figueiredo, "João Sales" | 1 de janeiro de 1993   | 31 de dezembro de 1996 | José Carlos do Rego Souza   |
| Sebastião Nunes, "Tião"                   | 1 de janeiro de 1997   | 31 de dezembro de 2000 | Orlando Domingues Neves     |
| Sebastião Nunes, "Tião"                   | 1 de janeiro de 2001   | 31 de dezembro de 2004 | Orlando Domingues Neves     |
| Amélio Costa Júnior, "Amelinho"           | 1 de janeiro de 2005   | 31 de dezembro de 2008 | Orlando Domingues Neves     |
| Amélio Costa Júnior, "Amelinho"           | 1 de janeiro de 2009   | 31 de dezembro de 2012 | José João Pereira           |
| José João Pereira, "Zezinho"              | 1 de janeiro de 2013   | 31 de dezembro de 2016 | Gilberto Agostinho da Silva |
| Amélio Costa Júnior, "Amelinho"           | 1 de janeiro de 2017   | 31 de dezembro de 2020 | Valdomiro Sobrinho Moia     |
| Aloísio Miguel Rebonato                   | 1 de janeiro de 2021   | 31 de dezembro de 2024 | Valdinei dos Santos Moia    |
| Aloísio Miguel Rebonato                   | 1 de janeiro de 2025   | Incumbente             | Valdinei dos Santos Moia    |